# Ivdellag
Ivdellag lagăr de corecție prin muncă din sistemul GULAG.

## Istorie
A fost creat în anul 1937 la 16 august. 
A funcționat până la 1 ianuarie 1960. A fost creat ca lagăr în sistemul Gulag. Trecut în sistemul de lagăre al industriei forestiere între 1941 și 1947. Ulterior în sistemul Directiei principale de lagăre a industriei forestiere până în anul 1953 și concomitent transferat din subordonarea NKVD în subordonare Ministerului Afacerilor interne. Transferat în subordonarea Minsiterului Justiției în 1954, pentru ca în anul 1954 să revină înapoi în subordonarea Ministerului afacerilor interne din URSS. A fost subordonat acestui minister până în anul 1957, după ce a trecut la 1 decembrie 1957 în subordinea Minsiterului afacerilor interne a Federației Ruse. A fost desființat la 1 ianuarie 1960.

## Dislocație
- satul Ivdel (din 1943 orășelul Ivdel), raionul Ivdel, regiunea Sverdlovsk

#### Cod telegrafic
- Perekat

#### Adresa
- s.(or) Ivdel, r-nul Ivdel regiunea Sverdlovsk, cutie poștală 231.

ulterior numărul cutiei poștale a fost înlocuit cu 240, H-240, H-240/1

#### Producție
Forestieră, construcția uzinei de spirt și sulfit, cuptoarelor de cărbune pentru industria cărbunelui și a lemnului, сonfecționarea borcanelor și a ambalajului special, construcția minelor de cărbune, confecționarea mobilei și a încălțămintei, construcția aeropdromului în imediata apropiere a or. Ivdel, construcția de utilaj și dispoyitive speciale pentru curățarea apelor de grăsimi în cadrtul Ministerului afacerilor interne,  deservirea întreprinderilor de reparație a navelor maritime, construcția uzinei de hidroliză, deservirea întreprinderilor de reparație și producție a electricității, tăierea și prelucrarea lemnului pentru mobilă și traverse pentru calea ferată, lucrări agricole, construcție de căi ferate cu ecartament îngust, a drumurior auto,secții de construcție a caselor de locuit, constrtucție de case de locuit, deservirea uyinei de cărămidă.

#### Numărul de deținuți
- Între 1938 și 1 ianuarie 1940 numărul deținuților a crescut de la 16 231 până la 23 531. Între 1 ianuarie 1940 și 1 iulie 1940 a crescut până la 30 203 prin noi deportări. La 1 ianuarie 1942 s-a redus prin exterminare până la  28424, la 1 ianuarie 1943 s-a redus în continuare pînă la 16020, la 1 ianuarie a atins cota minimă din anii războiului de 14166, a crescut iarăși din contul prizonierilor la 1 ianuarie 1945 până la 16 mii 528, s-a redus prin exterminarea prizonierilor la 1 ianuarie 1946 până la 12 mii 670, a crescut până la cota maximă de peste 24 mii 460 la 1 ianuarie 1948 ( 24 mii 316 la 1 ianuarie 1953), valoarea minimă de 21 mii 642 fiind atinsă la 1 ianuarie 1950. Dup moartea lui Stalin s-a redus cu circa 10 mii până la 14428 prin eliberarea parțială a deținuților. Ulterior a variat în felul următor: 1 ianuarie 1955-15876, 1 ianuarie 1956-16022, 1 ianuarie 1957-16312, prin noi deportări1, sau plasare de delincvenți nepolitici. La  ianuarie 1958-  15148, 1 ianuarie 1960-12930.

#### Șefii
- Almazov- din 16 august 1937
- L-t sup. KGB Beliakov- până la 4 septembrie 1937
- Maior KGB Tarasiuk- între 8 decemnbrie 1937 și 28 mai 1941 (A funcționat de facto pînă mai tărziu, întrucât este amintit  în ordine la 4 iunie 1941)
- Locotenent sup. (Locotenent -colonel la sfărșitul termenului)KGB I.I. Dolgih -de la 21 mai 1942 până la 22 iulie 1942 (A intrat în funcție de facto mai devreme, întrucât este amintit în ordine la 2 aprilie 1942)
- Maior (locotenent -colonel) M.V. Jucovschi la sfărșitul termenului - de la 1 decembrioe 1945 până la 18 noiembrie 1949

## Informații suplimentare
- La 12 ianuarie 1942 a fost creat un detașament din nemți mobilizați